# Diócesis de Mymensingh
La diócesis de Mymensingh (en latín: Dioecesis Mymensinghen(sis), en inglés: Roman Catholic Diocese of Mymensingh y en bengalí: ময়মনসিংহ ধর্মপ্রদেশ) es una circunscripción eclesiástica latina de la Iglesia católica en Bangladés, sufragánea de la arquidiócesis de Daca. La diócesis tiene al obispo Paul Ponen Kubi, C.S.C. como su ordinario desde el 15 de julio de 2006. 

## Territorio y organización
La diócesis tiene 16 448 km² y extiende su jurisdicción sobre los fieles católicos de rito latino residentes en los distritos o zilas de Mymensingh, Jamalpur, Netrokona y Sherpur de la división de Mymensingh, y los distritos de Kishoreganj y Tangail de la división de Daca.
La sede de la diócesis se encuentra en la ciudad de Mymensingh, en donde se halla la Catedral de San Patricio.
En 2019 en la diócesis existían 16 parroquias.

## Historia
La diócesis fue erigida el 15 de mayo de 1987 con la bula Ex quo superno del papa Juan Pablo II separando territorio de la arquidiócesis de Daca.

## Estadísticas
De acuerdo al Anuario Pontificio 2020 la diócesis tenía a fines de 2019 un total de 83 409 fieles bautizados.
| Año                                                                             | Población            | Población  | Población      | Sacerdotes | Sacerdotes    | Sacerdotes    | Bautizados por sacerdote | Diáconos permanentes | Religiosos | Religiosos | Parroquias |
| Año                                                                             | Bautizados católicos | Total      | % de católicos | Total      | Clero secular | Clero regular | Bautizados por sacerdote | Diáconos permanentes | Varones    | Mujeres    | Parroquias |
| ------------------------------------------------------------------------------- | -------------------- | ---------- | -------------- | ---------- | ------------- | ------------- | ------------------------ | -------------------- | ---------- | ---------- | ---------- |
| 1990                                                                            | 48 241               | 13 390 000 | 0.4            | 23         | 13            | 10            | 2097                     |                      | 10         | 91         | 9          |
| 1999                                                                            | 59 286               | 1 693 665  | 3.5            | 25         | 13            | 12            | 2371                     |                      | 18         | 94         | 10         |
| 2000                                                                            | 61 556               | 1 893 640  | 3.3            | 25         | 14            | 11            | 2462                     |                      | 17         | 95         | 10         |
| 2001                                                                            | 63 062               | 14 282 000 | 0.4            | 27         | 16            | 11            | 2335                     |                      | 16         | 86         | 10         |
| 2002                                                                            | 65 220               | 14 009 701 | 0.5            | 26         | 15            | 11            | 2508                     |                      | 16         | 105        | 10         |
| 2003                                                                            | 66 246               | 14 215 754 | 0.5            | 26         | 15            | 11            | 2547                     |                      | 15         | 101        | 10         |
| 2004                                                                            | 67 510               | 14 011 991 | 0.5            | 28         | 17            | 11            | 2411                     |                      | 15         | 105        | 10         |
| 2013                                                                            | 75 332               | 15 798 000 | 0.5            | 36         | 21            | 15            | 2092                     |                      | 33         | 106        | 14         |
| 2016                                                                            | 76 289               | 18 243 000 | 0.4            | 41         | 20            | 21            | 1860                     |                      | 33         | 105        | 15         |
| 2019                                                                            | 83 409               | 18 831 200 | 0.4            | 46         | 27            | 19            | 1813                     |                      | 28         | 105        | 16         |
| Fuente: Catholic-Hierarchy, que a su vez toma los datos del Anuario Pontificio. |                      |            |                |            |               |               |                          |                      |            |            |            |

## Episcopologio
- Francis Anthony Gomes † (15 de mayo de 1987-15 de julio de 2006 retirado)
- Paul Ponen Kubi, C.S.C., desde el 15 de julio de 2006